# Dorymyrmex jheringi
Dorymyrmex  es una especie de hormiga del género Dorymyrmex, subfamilia Dolichoderinae. Fue descrita científicamente por Forel en 1912.
Se distribuye por Brasil y Paraguay. Se ha encontrado a elevaciones de hasta 238 metros. Se ha registrado en zonas y áreas abiertas como campos.